# Inconstitucionalidad de las leyes (Uruguay)
En Uruguay las normas que pueden ser objeto de la declaración de inconstitucionalidad por la Suprema Corte de Justicia, son las leyes sancionadas por el Poder Legislativo y promulgadas por el Ejecutivo, y los decretos de los Gobiernos departamentales que tengan fuerza de ley en su jurisdicción. 

## Formas
La inconstitucionalidad se podrá fundar en razón de forma o de contenido (art. 256):
- La inconstitucionalidad de forma: se produce cuando la ley tiene algún defecto formal, viola la Constitución en los procedimientos que ésta indica para su elaboración, como por ejemplo, si se creara un Ente Autónomo sin alcanzarse la mayoría que exige la Constitución.
- La inconstitucionalidad de contenido, se opera cuando la ley contradice el fondo de una disposición constitucional, como sucedería en una ley que lesionara el ejercicio del derecho de huelga.

## Vías
- La vía de la acción: ha sido reglamentada por el Código General del Proceso (CGP). La misma procede cuando "no existiere procedimiento judicial pendiente" y que la acción "deberá interponerse directamente ante la Suprema Corte de Justicia". Si se dicta una ley y una persona estima que toda ella o una parte lesiona "su interés directo, personal y legítimo", puede presentarse ante la Suprema Corte, planteando que se declare la inconstitucionalidad. Según aclara el CGP, el planteo "debe formularse por escrito", indicándose "con precisión y claridad, cuáles son los preceptos que se consideran inconstitucionales y todas las disposiciones o principios que se consideran violentados" (Arts. 510° a 512° del Código General del Proceso).

- La vía de la excepción: quien se considere lesionado en su interés directo, personal y legítimo por una ley, podrá plantear su inconstitucionalidad por este camino "en cualquier procedimiento judicial". Por lo que el planteo no se hace directamente ante el juez, sino ante el Tribunal ante el cual se tramita un procedimiento judicial. Presentada la excepción, ese Tribunal debe suspender el procedimiento de que se trate y elevarlo a la Suprema Corte, para que resuelva el tema de la inconstitucionalidad planteada (art. 258 inciso final). Una vez que la Suprema Corte resuelve la cuestión de constitucionalidad, devuelve el asunto al Tribunal que entendía en el procedimiento, que seguirá su curso pero ahora con un pronunciamiento sobre si debe aplicarse o no alguna ley que allí se estuviera considerando, según haya sido el fallo de la Suprema Corte.

- La vía del oficio: es el propio Juez o Tribunal ante el cual se tramita algún procedimiento judicial, que advierte que alguna ley que se podría aplicar al caso, es contraria a la Constitución. Siendo él mismo el que solicite "de oficio" a la Suprema Corte, que se pronuncie sobre el tema.

## Efectos
El efecto de la declaración de inconstitucionalidad es producir la inaplicabilidad de la ley pero exclusivamente al caso concreto y sólo tendrá efecto en los procedimientos en que se haya pronunciado (art. 259). La ley seguirá vigente y se seguirá aplicando a todo aquel que no hubiese obtenido a su favor una sentencia que declare dicha inconstitucionalidad. 
Ejemplo de lo que acabamos de decir es el caso de las demandas por inconstitucionalidad planteadas a raíz de la creación del IRPF (Impuesto a la Renta de las Personas Físicas), el cual fue considerado inconstitucional por algunas personas, que se vieron afectados en su interés "directo, personal y legítimo" y por tanto entablaron dicha demanda. Quienes salieron gananciosos del proceso y solamente a ellos no se les aplicó -desde el dictado de la sentencia favorable- la norma.

## Efectos en el tiempo
La tesis mayoritariamente admitida en Uruguay es que la declaración de inconstitucionalidad no tiene efectos ex tunc, es decir que no retrotrae sus efectos al día en que la ley se dictó. Esta tesis se basa en que la ley estaba vigente antes de ser declarada inconstitucional, y sigue vigente a pesar de dicha declaración (tesis de los derechos adquiridos); tan solo se desaplica para el caso concreto en que se formuló la declaración. Así fue entendido por la Suprema Corte de Justicia en una sentencia de 1992 que señala que la declaración de inconstitucionalidad: "no anula, ni deroga, ni se extiende al pasado". 
- Datos: Q5915044